# Hanna Łukasiewicz
 (juin 2020).
Pour les articles homonymes, voir Łukasiewicz.
Hanna Łukasiewicz est une joueuse polonaise de volley-ball née le 2 février 1990. Elle joue au poste de réceptionneur-attaquant. Durant la saison 2020/2021, elle joue pour le Stal Mielec.